# Angelika Sievers
Angelika Sievers (* 28. September 1912 in Stolp; † 16. Juni 2007 in Bonn) war eine deutsche Geographin. Während der Zeit des Nationalsozialismus arbeitete Sievers in Forschungseinrichtungen der Raumplanung und kommt als freie Mitarbeiterin des Reichskommissariats für die Festigung deutschen Volkstums unter  Konrad Meyer neben Herbert Morgen und Walter Christaller dafür infrage, den Generalplan Ost erarbeitet zu haben. Nach dem Zweiten Weltkrieg wurde sie Dozentin, ab 1964 Professorin für Geographie und ihre Didaktik an der Pädagogischen Hochschule Vechta. Sie legte Forschungen in sozialer Geographie mit Schwerpunkten auf Südasien und Sri Lanka vor und befasste sich mit Fragen des Tourismus und der Religionsgeographie.

## Leben und Werk

### Studium und Tätigkeit während des Nationalsozialismus
Die Tochter des Juristen und Stolper Stadtratsmitglieds Georg Sievers (1870–1935) legte 1932 ihr Abitur auf dem Lessing-Gymnasium in Stolp ab. Anschließend studierte sie bis 1938 Englisch, Geographie, neuere Geschichte und Pädagogik an den Universitäten Heidelberg, Bonn und Berlin sowie mit einem DAAD-Stipendium 1935/6 an der Clark University in Worcester (Massachusetts), wo sie 1936 mit der Arbeit „Agricultural regions of Pomerania“ einen Master of Arts erwarb.

Im Januar 1939 wurde Sievers bei Carl Troll über „Rinderviehwirtschaft der Vereinigten Staaten von Amerika“ promoviert. 1937 war sie der NSDAP und dem Reichskolonialbund beigetreten. Nach ihrer Promotion arbeitete Sievers zunächst in der Reichsarbeitsgemeinschaft für Raumforschung (Schriftleitung der Zeitschrift „Raumforschung und Raumordnung“)  und ab 1940 als Sachbearbeiterin am Institut für Agrarwesen und Agrarpolitik der Universität Berlin. Als Mitarbeiterin von Herbert Morgen, mit dem sie eine lebenslange Freundschaft verbinden sollte, wirkte Sievers an Sozialanalysen ländlicher Regionen Niedersachsens mit und erstellte nach Morgens Methoden kartographische Modelle, sogenannte „soziale Grundrisse“ von Dörfern und Gemeinden: 
„Die Betrachtung der sozialen Struktur, besonders des sozialen Grundrisses lehrt uns, daß es reine Einzelhofgemeinden (nicht Einzelhofsiedlungen) – von wenigen Ausnahmen abgesehen – in heutiger Zeit nicht mehr gibt. Sie haben aufgehört in der reinen Form zu bestehen, als das Verlangen nach städtischen Konsumgütern und nach städtischen kulturellen Einrichtungen das Land eroberte, als mit wachsender Arbeitsteilung das städtische Handwerk dem Bauern so manche Arbeit abnahm, die er früher selbst verrichtet hatte (Bäcker, Fleischer, Tischler, Friseur) und als die Verkehrserschließung das Land der Stadt näher rückte.“
Derartige Analysen dienten dem Aufbau von „Volksgemeinschaft“ im sogenannten „neuen deutschen Osten“. Wie Herbert Morgen und  Walter Christaller war Sievers als freie Mitarbeiterin des Instituts für Agrarwesen und Agrarpolitik für das Amt IV „Planung und Boden“ des 1939 neu geschaffenen SS-Hauptamtes Reichskommissariat für die Festigung deutschen Volkstums unter Konrad Meyer in der Planungspraxis tätig, an der auch weitere Sozial- und Agrarwissenschaftler wie Friedrich Kann und der Architekt Josef Umlauf mitwirkten. Durch diese Konstruktion mussten Wissenschaftler nicht das Reichskommissariat als ihre Dienststelle angeben. Neben Morgen und Christaller kommt Sievers als eine derjenigen Mitarbeiter Meyers infrage, die den Generalplan Ost erarbeiteten.
Ab 1942 war sie als Referats- und Schriftleiterin der Berichte zur deutschen Landeskunde in der Abteilung für Landeskunde unter der Leitung von Emil Meynen im Reichsamt für Landesaufnahme tätig.
Im Herbst 1942 führte ein Wissenschaftlerausstausch im Rahmen des deutsch-italienischen Kulturabkommens Sievers als Austauschassistentin nach Italien an das Internationale Landwirtschaftsinstitut in Rom sowie nach Bologna, Florenz, Pavia und Pisa. Sie sammelte dort Material für eine geplante Habilitation zu den Kultivierungsgebieten in Latium, das später im Krieg verloren ging.
Sievers kehrte nach Deutschland an das Reichsamt für Landesaufnahme zurück, das im Dezember 1943 nach Worbis in Thüringen verlegt worden war.

### Nach dem Zweiten Weltkrieg
Das Institut wurde im April 1945 von der US-Armee übernommen und im Juli 1945 vor der Übergabe Thüringens an die Sowjets nach Scheinfeld in Franken evakuiert, wo es als Amt für Landeskunde unter Emil Meynen und unter amerikanischer Aufsicht wiederbegründet wurde. Sievers, die als Dolmetscherin fungiert hatte, wurde somit von den Amerikanern bezahlt. Gemeinsam mit Erich Otremba verfasste sie eine Beschreibung des Kreises Scheinfeld.
Zum 1. Januar 1949 wurde Sievers von Meynen gekündigt. Ab April 1949 nahm sie, obgleich nicht habilitiert, ohne Lehrerexamen und ohne Schulerfahrung einen zunächst befristeten Lehrauftrag an der Pädagogischen Hochschule Vechta an, der Ende 1950 in eine dauerhafte Dozentur für „Heimatkunde und Didaktik der Geographie“ bzw. später in „Geographie und ihre Didaktik“ umgewandelt wurde. Am 23. Juni 1964 wurde sie zur Professorin ernannt.
1955 begann Sievers mit Forschungen zu Südasien und reiste nach Indien und Ceylon mit dem Ziel, eine habilitationsadäquate Leistung vorzulegen. Neben kleineren Publikationen und Vorträgen veröffentlichte sie 1964 eine Länderkunde Ceylons. Weitere Reisen zu vergleichenden Studien nach Thailand und Malaysia schlossen sich an. Im Auftrag der UNESCO übernahm sie 1964 für zwei Jahre an der Secondary Teachers School in Zaria (Nigeria) den Aufbau des Schulfaches Geographie.
Am 31. März 1976 wurde Sievers in Vechta emeritiert. Sie forschte weiter zum Thema Tourismus in Südasien und zu religionsgeographischen Fragen und begründete die Schriftenreihe Geographia Religionum mit.

## Schriften (Auswahl)
- Agricultural divisions of Pomerania. 1936.
- Die Rindviehwirtschaft der Vereinigten Staaten von Amerika. Mittler, Berlin, Berlin 1939.
- Die Bodennutzung Großbritanniens im Lichte der Statistik. [mit 4 Karten]. 1940.
- Merkmale der Binnenwanderung in den Vereinigten Staaten. Ergebnisse der amerikanischen Forschung. In: Raumforschung und Raumordnung : RuR.4 (1940) 1940, S. 506–514.
- Herbert Morgen und Angelika Sievers: Die natürlichen Grundlagen der ländlichen Besitzverfassung. Ein methodischer Beitrag. In: Raumforschung und Raumordnung : RuR.5 (1941) 1941, S. 368–377.
- (A. Sievers): Arbeitsbericht aus dem Institut für Agrarwesen und Agrarpolitik an der Universität Berlin. In: Berichte zur deutschen Landeskunde. Herausgegeben von der Abteilung für Landeskunde im Reichsamt für Landesaufnahme, 1941/42, 1. Bd., S. 87–89.
- Agrarprobleme in den Vereinigten Staaten. In: Raumforschung und Raumordnung : RuR.6, Nr. 6/7 1942, S. 227–229.
- Die wirtschaftliche Bedeutung der Ukraine. In: Raumforschung und Raumordnung : RuR.6 (1942) 1942, S. 226–229.
- Schrifttum zur Landwirtschaftsgeographie. Ein Überblick über letzte Jahrzehnt. In: Der Forschungsdienst : Organ d. dt. Landwirtschaftswissenschaft.13 (1942) 1942, S. 205–248.
- Zur Geographie der landwirtschaftlichen Betriebsgrössen. Eine vergleichende Betrachtung nordostdeutscher Diluviallandschaft. In: Raumforschung und Raumordnung : RuR.6 (1942) 1942, S. 114–126.
- Der Einfluß der Siedlungsformen auf das Wirtschafts- und Sozialgefüge des Dorfes. In: Berichte über Landwirtschaft : Zeitschrift für Agrarpolitik und Landwirtschaft.29 (1943/44) 1943, S. 1–52.
- Schrifttum zur Landwirtschaftsgeographie. Ein Überblick über das letzte Jahrzehnt. Koehler, Leipzig 1944.
- Eine Forschungsreise nach Ceylon. Pick-Verlag, Hagen 1956.
- Das singhalesische Dorf. In: Geographische Rundschau : GR.10, Nr. 8 1958, S. 294–303.
- Forschungsreise nach Ceylon und Südindien. Verlag Ferdinand Schöningh, Paderborn 1959.
- Mission und Schule: Christliche Dörfer an der Malabarküste., Paderborn 1959.
- Die Christengruppen in Kerala., Münster 1962.
- Die völkischen Spannungen in Ceylon und ihre Grundlagen. In: Geographische Rundschau : GR.14, Nr. 9 1962, S. 357–365.
- Entwicklungsprobleme Ceylons. In: Entwicklungshilfe und Entwicklungsland : Begriff, Probleme und Möglichkeiten. 1962, S. 65–79.
- Ceylon. Gesellschaft und Lebensraum in den orientalischen Tropen ; eine sozialgeographische Landeskunde. Steiner, Wiesbaden 1964, ISBN 3-515-00176-X.
- (Hrsg.): Christi Wort in aller Welt. Eine geographische Darstellung der wichtigsten Missionsländer. Patmos-Verl., Düsseldorf 1965.
- Südasien. Zürich 1970.
- und Willi Walter Puls: Nigeria. Stammesprobleme eines neuen Staates im tropischen Afrika. 1. Auflage. Diesterweg, Frankfurt am Main 1970.
- Helmut Ottenjann und Angelika Sievers: Nordwestniedersächsische Regionalforschungen. Schuster, Leer 1974.
- Die Relevanz der Entwicklungsländer im Geographiestudium Gedanken zur Konzeptualisierung. [S.n.], [s. l.] 1982.
- Südasien und andere ausgewählte Beiträge aus Forschung und Praxis. Reimer, Berlin West 1982.
- Der Tourismus in Sri Lanka (Ceylon). Ein sozialgeographischer Beitrag zum Tourismusphänomen in tropischen Entwicklungsländern, insbesondere in Südasien. Steiner, Wiesbaden 1983, ISBN 978-3-515-03889-8.
- Surinder Mohan Bhardwaj und Gisbert Rinschede: Pilgrimage in world religions. Presented to Prof. Dr. Angelika Sievers on the occasion of her 75th Birthday. D. Reimer, Berlin 1988, ISBN 978-3-496-00959-7.